# Settimana Ciclistica Lombarda 2009
Die 39. Settimana Ciclistica Lombarda fand vom 31. März bis 5. April 2009 statt. Das Radrennen wurde in einem Prolog und fünf Etappen über eine Distanz von 816,6 km ausgetragen. Es ist Teil der UCI Europe Tour 2009 und in die Kategorie 2.1 eingestuft.

## Etappen
| Etappe    | Tag      | Start – Ziel                                | km         | Etappensieger              | Führender           |
| --------- | -------- | ------------------------------------------- | ---------- | -------------------------- | ------------------- |
| Prolog    | 31. März | Brignano Gera d’Adda – Brignano Gera d’Adda | 18,7 (MZF) | L.P.R. Brakes-Farnese Vini | Alessandro Petacchi |
| 1. Etappe | 1. April | Brignano Gera d’Adda – Calcinate            | 160        | Alessandro Petacchi        | Alessandro Petacchi |
| 2. Etappe | 2. April | Boltiere – Zingonia                         | 164        | Mattia Gavazzi             | Alessandro Petacchi |
| 3. Etappe | 3. April | Vertova – Vertova                           | 183,6      | Alessandro Petacchi        | Alessandro Petacchi |
| 4. Etappe | 4. April | Flero – Flero                               | 159        | Domenico Pozzovivo         | Daniele Pietropolli |
| 5. Etappe | 5. April | Montello – Bergamo                          | 131,3      | Luca Paolini               | Daniele Pietropolli |